# 積及·安格臣
積及·斯瓦勒·安格臣（丹麥語：Jakob Svarrer Ankersen；1990年9月22日—）是一名丹麥足球員，司職中場，現效力丹麥球會艾斯堡。
他的孿生兄弟彼德·安格臣同為丹麥足球員。

## 職業數據
以下是積及·安格臣的職業數據︰
| 賽季    | 球會   | 上陣 | 入球 | 聯賽         |
| ------- | ------ | ---- | ---- | ------------ |
| 2009/10 | 艾斯堡 | 01   | 0    | 丹麥超級聯賽 |
| 2010/11 | 艾斯堡 | 017  | 04   | 丹麥超級聯賽 |
| 2012/13 | 艾斯堡 | 032  | 07   | 丹麥超級聯賽 |
| 2013/14 | 艾斯堡 | 031  | 09   | 丹麥超級聯賽 |
| TOTAL   | TOTAL  | 81   | 20   |              |